# サーシャ・バクティン
サーシャ・バクティン（Sasha Bakhtine、1981年8月6日 - ）は、ロシアのプロボクサー。チタ州（現・ザバイカリエ地方）クラスノカーメンスク出身。本名はアレクサンデル・バクティン（Alexander Bakhtin）。第60代日本バンタム級王者。第40代OPBF東洋太平洋バンタム級王者。協栄ボクシングジム所属選手としてプロデビュー。2009年より沖縄ワールドリングジム所属。

## 来歴
ロシアではアマチュアエリートとして1998年には欧州ユース選手権優勝・世界ユース選手権3位となるなど活躍。プロを目指して来日し、協栄ジム入り。勇利アルバチャコフらを世界王者に育て、エディ・タウンゼント賞を受賞したアレクサンドル・ジミンをトレーニングパートナーとする。
2000年11月20日、後楽園ホールで行われたプロデビュー戦に6R判定勝利を収めた。
2003年2月17日、仲宣明が返上し空位の日本バンタム級王座決定戦で、日本同級1位として同2位の額賀勇二を7RTKOで下し王座獲得。その後、瀬川設男・川端賢樹らを相手に同王座を9度防衛。
2006年2月26日、六本木の路上で2名を殴り怪我を負わせ、警視庁麻布警察署に傷害容疑で逮捕され、協栄ジムから解雇された。JBCより3か月の資格停止処分を科され、日本王座も返上。その後示談が成立し釈放されたため、2007年4月、協栄ジムに復帰。同年7月1日、元OPBF東洋太平洋バンタム級王者ジェス・マーカを8RTKOで下し再起を果たした。2008年4月21日、元日本ライトフライ級王者本田秀伸との試合。ディフェンスマスターと綽名されKO負けの無い本田を7RKOでくだした。
2008年12月31日、ロリー松下が世界戦のため返上し空位のOPBF東洋太平洋バンタム級王座決定戦を、広島サンプラザホールにて金成国と争い、10R負傷判定3-0で王座を獲得した。この試合はWBA世界フライ級タイトルマッチ坂田健史 vs. デンカオセーン・シンワンチャーの前座で行われた。その後、協栄ジムより沖縄ワールドリングジムへ移籍を決意。2009年1月24日までにJBCへ移籍届の提出を済ませた。
2009年7月5日、移籍初戦として沖縄・北谷ドームで4位のリチャード・サモシルと対戦し、5度のダウンを奪って8RTKO勝利を収め、OPBF東洋太平洋バンタム級王座の初防衛に成功した。この後、同年10月9日付でOPBF王座を返上してロシアに帰国し、2か月余り後の12月25日にはプロ転向後初の日本以外における試合をモスクワで行い、9RTKO勝利を収めた。
2010年2月22日、昨年12月に続き、故郷ロシアのリングでニック・オテーノ（ケニア）と対戦し、12回3-0(2者が120-107、120-108)の大差判定勝ちを収めた。
2011年3月27日、ホームタウンのモスクワ近郊バラシクバでムブワナ・マトゥムラ（タンザニア）と10回戦を行い、大差判定勝利を収めた。
2011年5月21日、ロシア・モスクワでホセ・アンヘル・ベランサ（メキシコ）とノンタイトル10回戦を行い、ジャッジ2人が10点差をつける一方的な内容で大差判定勝利を収めた。
2012年4月4日、元WBA世界バンタム級暫定王者のネオマール・セルメニョ（ベネズエラ）とWBAインターナショナルスーパーバンタム級王座決定戦を行い、12回3-0(2者が119-109、117-111)の判定勝ちを収め王座を獲得した。
2012年9月18日、元OPBF東洋太平洋スーパーバンタム級王者ロリ・ガスカ（フィリピン）とIBO世界スーパーバンタム級王座決定戦を行い、3-0の判定勝ちで王座獲得に成功した。
2013年4月20日、自身の健康問題を理由に引退を表明。今後は議員を目指す予定。

## 戦績
- アマチュアボクシング：134戦130勝（60KO・RSC）4敗
- プロボクシング：31戦31勝（12KO）無敗

| 戦           | 日付           | 勝敗 | 時間     | 内容    | 対戦相手                   | 国籍                 | 備考                                              |
| ------------ | -------------- | ---- | -------- | ------- | -------------------------- | -------------------- | ------------------------------------------------- |
| 1            | 2000年11月20日 | ☆    | 6R       | 判定3-0 | ビホック・ジョッキージム   | タイ                 | プロデビュー戦                                    |
| 2            | 2001年2月19日  | ☆    | 8R       | 判定3-0 | ポーン・セーンモラコット   | タイ                 |                                                   |
| 3            | 2001年5月21日  | ☆    | 10R 1:42 | TKO     | ルーンチャイ・ムアンスリン | タイ                 |                                                   |
| 4            | 2001年8月20日  | ☆    | 6R 2:49  | TKO     | 臼井知史                   | 日本 （ヨネクラ）    |                                                   |
| 5            | 2001年12月17日 | ☆    | 10R      | 判定3-0 | 熟山竜一                   | 日本 （JM加古川）    |                                                   |
| 6            | 2002年10月9日  | ☆    | 2R 1:40  | KO      | サン・シスナルポン         | タイ                 |                                                   |
| 7            | 2003年2月17日  | ☆    | 7R 2:22  | TKO     | 額賀勇二                   | 日本 （鹿島灘）      | 日本バンタム級王座決定戦                          |
| 8            | 2003年4月21日  | ☆    | 8R 0:35  | TKO     | 村越裕昭                   | 日本 （三津山）      | 日本王座防衛1                                     |
| 9            | 2003年12月15日 | ☆    | 10R      | 判定3-0 | 木嶋安雄                   | 日本 （角海老宝石）  | 日本王座防衛2                                     |
| 10           | 2004年3月15日  | ☆    | 10R      | 判定3-0 | 熟山竜一                   | 日本 （JM加古川）    | 日本王座防衛3                                     |
| 11           | 2004年7月19日  | ☆    | 10R      | 判定3-0 | 瀬川設男                   | 日本 （ヨネクラ）    | 日本王座防衛4                                     |
| 12           | 2004年10月18日 | ☆    | 10R      | 判定3-0 | 池森久貴                   | 日本 （帝拳）        | 日本王座防衛5                                     |
| 13           | 2005年2月21日  | ☆    | 10R      | 判定3-0 | 熟山竜一                   | 日本 （JM加古川）    | 日本王座防衛6                                     |
| 14           | 2005年5月16日  | ☆    | 10R      | 判定3-0 | 川端賢樹                   | 日本 （姫路木下）    | 日本王座防衛7                                     |
| 15           | 2005年10月17日 | ☆    | 10R      | 判定3-0 | 立木正祥                   | 日本 （花形）        | 日本王座防衛8                                     |
| 16           | 2006年2月20日  | ☆    | 10R      | 判定3-0 | 木嶋安雄                   | 日本 （角海老宝石）  | 日本王座防衛9                                     |
| 17           | 2007年7月1日   | ☆    | 8R 1:46  | TKO     | ジェス・マーカ             | フィリピン           |                                                   |
| 18           | 2007年10月15日 | ☆    | 2R 1:37  | TKO     | 大鹿賢                     | 日本 （中外）        |                                                   |
| 19           | 2008年4月21日  | ☆    | 7R 1:13  | KO      | 本田秀伸                   | 日本（グリーンツダ） |                                                   |
| 20           | 2008年7月21日  | ☆    | 8R 1:06  | TKO     | 梶山友揮                   | 日本 （平石）        |                                                   |
| 21           | 2008年10月12日 | ☆    | 10R      | 判定3-0 | ヘルソン・ゲレーロ         | メキシコ             |                                                   |
| 22           | 2008年12月31日 | ☆    | 10R 1:07 | 負傷3-0 | 金成国                     | 韓国                 | OPBF東洋太平洋バンタム級王座決定戦                |
| 23           | 2009年7月5日   | ☆    | 8R 2:23  | TKO     | リチャード・サモシル       | インドネシア         | OPBF防衛1／返上                                   |
| 24           | 2009年12月25日 | ☆    | 9R 3:00  | TKO     | ノシル・ルジマトフ         | ウズベキスタン       |                                                   |
| 25           | 2010年2月22日  | ☆    | 12R      | 判定3-0 | ニック・オティエノ         | ケニア               |                                                   |
| 26           | 2011年3月27日  | ☆    | 10R      | 判定3-0 | ムブワナ・マツムラ         | タンザニア           |                                                   |
| 27           | 2011年5月21日  | ☆    | 10R      | 判定3-0 | ホセ・アンヘル・ベランザ   | メキシコ             |                                                   |
| 28           | 2011年11月4日  | ☆    | 10R      | 判定3-0 | ルイス・メレンデス         | コロンビア           |                                                   |
| 29           | 2012年4月4日   | ☆    | 12R      | 判定3-0 | ネオマール・セルメニョ     | ベネズエラ           | WBAインターナショナルスーパーバンタム級王座決定戦 |
| 30           | 2012年9月18日  | ☆    | 12R      | 判定3-0 | ロリ・ガスカ               | フィリピン           | IBO世界スーパーバンタム級王座決定戦               |
| 31           | 2013年3月31日  | ☆    | 4R 1:10  | TKO     | ヨフリ・エレラ             | コロンビア           |                                                   |
| テンプレート |                |      |          |         |                            |                      |                                                   |

## 獲得タイトル
- 第60代日本バンタム級王座（防衛9＝返上）
- 第40代OPBF東洋太平洋バンタム級王座（防衛1＝返上）
- WBAインターナショナルスーパーバンタム級王座
- IBO世界スーパーバンタム級王座